# Arbeitsgericht Schneidemühl
Das Arbeitsgericht Schneidemühl war ein Gericht der Arbeitsgerichtsbarkeit mit Sitz in Schneidemühl.

## Geschichte
Gemäß Arbeitsgerichtsgesetz vom 23. Dezember 1926 wurden in Deutschland Arbeitsgerichte gebildet. Diese waren nur in der ersten Instanz organisatorisch selbstständige Gerichte, die Landesarbeitsgerichte waren den Landgerichten zugeordnet. Am Landgericht Schneidemühl entstand so 1927 das Landesarbeitsgericht Schneidemühl als eines von zwei Landesarbeitsgerichten im Bezirk des Oberlandesgerichtes Marienwerder. In Schneidemühl entstand das Arbeitsgericht Schneidemühl. Sein Sprengel umfasste die Bezirke der Amtsgerichte Jastrow, Schneidemühl und Schönlanke. Es bestand jeweils eine Kammer für Arbeiter, für Angestellte und für Handwerk.
Nach der Besetzung Deutschlands durch die Alliierten wurden 1945 die Deutschen vertrieben und die Geschichte des Arbeitsgerichtes Schneidemühl endete.